# Saturn Award für das beste Kostüm
Folgende Filme haben den Saturn Award für das beste Kostüm gewonnen:
| Jahr | Preisträger                                     | Film                                                                               | Weitere Nominierungen |
| ---- | ----------------------------------------------- | ---------------------------------------------------------------------------------- | --- |
| 1977 | Bill Thomas                                     | Flucht ins 23. Jahrhundert                                                         | keine weiteren Nominierungen |
| 1978 | John Mollo                                      | Krieg der Sterne                                                                   | Julie Harris für Cinderellas silberner Schuh Cynthia Tingey für Sindbad und das Auge des Tigers Emily Sundby & Chuck Keehne für Elliot, das Schmunzelmonster Richard La Motte für Die Insel des Dr. Moreau |
| 1979 | Theoni V. Aldredge                              | Die Augen der Laura Mars                                                           | Patricia Norris für Unternehmen Capricorn Theadora Van Runkle & Richard Bruno für Der Himmel soll warten Yvonne Blake & Richard Bruno für Superman Tony Walton für The Wiz – Das zauberhafte Land |
| 1980 | Jean-Pierre Dorléac                             | Buck Rogers                                                                        | Jean-Pierre Dorléac für Kampfstern Galactica Gisela Storch für Nosferatu – Phantom der Nacht Robert Fletcher für Star Trek Sal Anthony & Yvonne Kubis für Flucht in die Zukunft |
| 1981 | Jean-Pierre Dorléac                             | Ein tödlicher Traum                                                                | Doris Lynn für Fade to Black – Die schönen Morde des Eric Binford John Mollo für Das Imperium schlägt zurück Danilo Donati für Flash Gordon Durinda Wood für Sador – Herrscher im Weltraum |
| 1982 | Bob Ringwood                                    | Excalibur                                                                          | Emma Porteous für Kampf der Titanen Anthony Mendleson für Der Drachentöter Stephen Loomis für Die Klapperschlange Deborah Nadoolman für Jäger des verlorenen Schatzes |
| 1983 | Eloise Jensson Rosanna Norton                   | Tron                                                                               | John Bloomfield für Conan der Barbar Norma Moriceau für Mad Max II – Der Vollstrecker Robert Fletcher für Star Trek II: Der Zorn des Khan Christine Boyar für Talon im Kampf gegen das Imperium |
| 1984 | Aggie Guerard Rodgers Nilo Rodis-Jamero         | Die Rückkehr der Jedi-Ritter                                                       | Milena Canonero für Begierde Anthony Mendleson für Krull Tom Rand für The Pirates of Penzance Ruth Myers für Das Böse kommt auf leisen Sohlen |
| 1985 | Bob Ringwood                                    | Der Wüstenplanet                                                                   | John Mollo für Greystoke – Die Legende von Tarzan, Herr der Affen Anthony Powell für Indiana Jones und der Tempel des Todes Robert Fletcher für Star Trek III: Auf der Suche nach Mr. Spock Patricia Norris für 2010: Das Jahr, in dem wir Kontakt aufnehmen |
| 1986 | Naná Cecchi                                     | Der Tag des Falken                                                                 | Deborah Lynn Scott für Zurück in die Zukunft Shirley Russell für Die Braut Norma Moriceau für Mad Max – Jenseits der Donnerkuppel Raymond Hughes für Oz – Eine fantastische Welt |
| 1987 | Robert Fletcher                                 | Star Trek IV: Zurück in die Gegenwart                                              | Emma Porteus für Aliens – Die Rückkehr Brian Froud & Ellis Flyte für Die Reise ins Labyrinth Marit Allen für Der kleine Horrorladen Theadora Van Runkle für Peggy Sue hat geheiratet |
| 1988 | Phyllis Dalton                                  | Die Braut des Prinzen                                                              | Susan Becker für The Lost Boys Julie Harris für Masters of the Universe Michael W. Hoffman & Aggie Lyon für Monster Busters Erica Edell Phillips für RoboCop Robert Blackman für Running Man |
| 1990 | Barbara Lane                                    | Willow                                                                             | Denise Cronenberg für Die Unzertrennlichen Darcie F. Olson für Space Invaders Michael Jeffery für Der Biss der Schlangenfrau Stephen M. Chudej für Black Nightfall Leonard Pollock für Reise zurück in der Zeit |
| 1991 | Erica Edell Phillips                            | Total Recall – Die totale Erinnerung                                               | Gabriella Pescucci für Die Abenteuer des Baron Münchhausen Joanna Johnston für Zurück in die Zukunft II Joanna Johnston für Zurück in die Zukunft III Bob Ringwood für Batman Jill M. Ohanneson für Bill & Teds verrückte Reise durch die Zeit Milena Canonero für Dick Tracy Anthony Powell & Joanna Johnston für Indiana Jones und der letzte Kreuzzug Alonzo Wilson, Lesja Liber, Xenia Beith, Fiona Cazaly & Marian Keating für Turtles |
| 1992 | Marilyn Vance                                   | Rocketeer                                                                          | Colleen Atwood für Edward mit den Scherenhänden Beatrix Aruna Pasztor für König der Fischer Franca Zucchelli für Roger Corman's Frankenstein John Bloomfield für Robin Hood – König der Diebe Colleen Atwood für Das Schweigen der Lämmer |
| 1993 | Eiko Ishioka                                    | Bram Stoker’s Dracula                                                              | Bob Ringwood & David Perry für Alien 3 Bob Ringwood, Mary E. Vogt & Vin Burnham für Batmans Rückkehr Lisa Jensen für Freejack – Geisel der Zukunft Robyn Reichek für Mom und Dad retten die Welt Dodie Shepard für Star Trek VI: Das unentdeckte Land Albert Wolsky für Toys |
| 1994 | Mary E. Vogt                                    | Hocus Pocus                                                                        | Theoni V. Aldredge für Die Addams Family in verrückter Tradition Bob Ringwood für Demolition Man Jennifer Butler für Und täglich grüßt das Murmeltier Sue Moore & Eric H. Sandberg für Jurassic Park Gloria Gresham für Last Action Hero Joseph A. Porro für Super Mario Bros. |
| 1995 | Sandy Powell                                    | Interview mit einem Vampir                                                         | Arianne Phillips für The Crow – Die Krähe Rosanna Norton für Flintstones – Die Familie Feuerstein Ha Nguyen für Die Maske Sue Moore & Eric H. Sandberg für Jurassic Park Bob Ringwood für Shadow und der Fluch des Khan Joseph A. Porro für Stargate |
| 1996 | Julie Weiss                                     | 12 Monkeys                                                                         | Bob Ringwood & Ingrid Ferrin für Batman Forever Charles Knode für Braveheart Jean Paul Gaultier für Die Stadt der verlorenen Kinder Gianni Versace & Emma Porteus für Judge Dredd John Bloomfield für Waterworld |
| 1997 | Deborah Everton                                 | Star Trek: Der erste Kontakt                                                       | Thomas Casterline & Anna B. Sheppard für Dragonheart Robin Michel Bush für Flucht aus L.A. Joseph A. Porro für Independence Day Colleen Atwood für Mars Attacks! Kym Barrett für William Shakespeares Romeo + Julia |
| 1998 | Ellen Mirojnick                                 | Starship Troopers                                                                  | Bob Ringwood für Alien – Die Wiedergeburt Deena Appel für Austin Powers – Das Schärfste, was Ihre Majestät zu bieten hat Ingrid Ferrin & Robert Turturice für Batman & Robin Jean Paul Gaultier für Das fünfte Element Colleen Atwood für Gattaca |
| 1999 | Jenny Beavan                                    | Auf immer und ewig                                                                 | Vin Burnham, Robert Bell & Gilly Hebden für Lost in Space Michael Kaplan & Magali Guidasci für Armageddon – Das jüngste Gericht Liz Keogh für Dark City Judianna Makovsky für Pleasantville – Zu schön, um wahr zu sein Graciela Mazón für Die Maske des Zorro |
| 2000 | Trisha Biggar                                   | Star Wars: Episode I – Die dunkle Bedrohung                                        | Colleen Atwood für Sleepy Hollow Kym Barrett für Matrix John Bloomfield für Die Mumie Marilyn Vance für Mystery Men Albert Wolsky für Galaxy Quest – Planlos durchs Weltall |
| 2001 | Louise Mingenbach                               | X-Men                                                                              | Eiko Ishioka & April Napier für The Cell Janty Yates für Gladiator Rita Ryack & David C. Page für Der Grinch Caroline de Vivaise für Shadow of the Vampire Timmy Yip für Tiger and Dragon |
| 2002 | Judianna Makovsky                               | Harry Potter und der Stein der Weisen                                              | Kym Barrett für From Hell Ngila Dickson & Richard Taylor für Der Herr der Ringe: Die Gefährten Catherine Martin & Angus Strathie für Moulin Rouge Dominique Borg für Pakt der Wölfe Colleen Atwood für Planet der Affen |
| 2003 | Ngila Dickson Richard Taylor Trisha Biggar      | Der Herr der Ringe: Die zwei Türme Star Wars: Episode II – Angriff der Klonkrieger | Deena Appel für Austin Powers in Goldständer Lindy Hemming für Harry Potter und die Kammer des Schreckens Deborah Lynn Scott für Minority Report Bob Ringwood für Star Trek: Nemesis |
| 2004 | Penny Rose                                      | Fluch der Karibik                                                                  | Jacqueline West für Die Liga der außergewöhnlichen Gentlemen Ngila Dickson & Richard Taylor für Der Herr der Ringe: Die Rückkehr des Königs Kym Barrett für Matrix Revolutions Janet Patterson für Peter Pan Louise Mingenbach für X-Men 2 |
| 2005 | Kevin Conran                                    | Sky Captain and the World of Tomorrow                                              | Jany Temime für Harry Potter und der Gefangene von Askaban Wendy Partridge für Hellboy Alexandra Byrne für Das Phantom der Oper Emi Wada für House of Flying Daggers Gabriella Pescucci & Carlo Poggioli für Van Helsing |
| 2006 | Isis Mussenden                                  | Die Chroniken von Narnia: Der König von Narnia                                     | Lindy Hemming für Batman Begins Gabriella Pescucci für Charlie und die Schokoladenfabrik Jany Temime für Harry Potter und der Feuerkelch Terry Ryan für King Kong Trisha Biggar für Star Wars: Episode III – Die Rache der Sith |
| 2007 | Chung Man Yee                                   | Der Fluch der goldenen Blume                                                       | Nic Ede für Flyboys – Helden der Lüfte Penny Rose für Pirates of the Caribbean – Fluch der Karibik 2 Joan Bergin für Prestige – Die Meister der Magie Sammy Sheldon für V wie Vendetta Judianna Makovsky für X-Men: Der letzte Widerstand |
| 2008 | Colleen Atwood                                  | Sweeney Todd – Der teuflische Barbier aus der Fleet Street                         | Michael Wilkinson für 300 Ruth Myers für Der Goldene Kompass Jany Temime für Harry Potter und der Orden des Phönix Penny Rose für Pirates of the Caribbean – Am Ende der Welt Sammy Sheldon für Der Sternwanderer |
| 2009 | Mary Zophres                                    | Indiana Jones und das Königreich des Kristallschädels                              | Catherine Martin für Australia Deborah Hopper für Der fremde Sohn Isis Mussenden für Die Chroniken von Narnia: Prinz Kaspian von Narnia Lindy Hemming für The Dark Knight Joanna Johnston für Operation Walküre – Das Stauffenberg-Attentat |
| 2010 | Michael Wilkinson                               | Watchmen – Die Wächter                                                             | Timmy Yip für Red Cliff Jany Temime für Harry Potter und der Halbblutprinz Anna B. Sheppard für Inglourious Basterds Colleen Atwood für Nine Jenny Beavan für Sherlock Holmes |
| 2011 | Colleen Atwood                                  | Alice im Wunderland                                                                | Janty Yates für Robin Hood Milena Canonero für Wolfman Isis Mussenden für Die Chroniken von Narnia: Die Reise auf der Morgenröte Michael Wilkinson für Tron: Legacy Jany Temime für Harry Potter und die Heiligtümer des Todes – Teil 1 |
| 2012 | Alexandra Byrne                                 | Thor                                                                               | Jenny Beavan für Sherlock Holmes: Spiel im Schatten Jany Temime für Harry Potter und die Heiligtümer des Todes – Teil 2 Lisy Christl für Anonymus Anna B. Sheppard für Captain America: The First Avenger Sandy Powell für Hugo Cabret |
| 2013 | Paco Delgado                                    | Les Misérables                                                                     | Jacqueline Durran für Anna Karenina Kym Barrett & Pierre-Yves Gayraud für Cloud Atlas Sharen Davis für Django Unchained Bob Buck, Ann Maskrey & Richard Taylor für Der Hobbit: Eine unerwartete Reise Colleen Atwood für Snow White and the Huntsman |
| 2014 | Trish Summerville                               | Die Tribute von Panem – Catching Fire                                              | Gary Jones für Die fantastische Welt von Oz Michael Kaplan für Star Trek Into Darkness Wendy Partridge für Thor – The Dark Kingdom Beatrix Aruna Pasztor für Große Erwartungen Penny Rose für 47 Ronin |
| 2015 | Ngila Dickson                                   | Dracula Untold                                                                     | Janty Yates für Exodus: Götter und Könige Alexandra Byrne für Guardians of the Galaxy Colleen Atwood für Into the Woods Anna B. Sheppard für Maleficent – Die dunkle Fee Louise Mingenbach für X-Men: Zukunft ist Vergangenheit |
| 2016 | Alexandra Byrne                                 | Avengers: Age of Ultron                                                            | Rama Rajamouli & Prashanti Tipirineni für Baahubali: The Beginning Sandy Powell für Cinderella Kate Hawley für Crimson Peak Arianne Phillips für Kingsman: The Secret Service Michael Kaplan für Star Wars: Das Erwachen der Macht |
| 2017 | Colleen Atwood                                  | Phantastische Tierwesen und wo sie zu finden sind                                  | Colleen Atwood für Alice im Wunderland: Hinter den Spiegeln Alexandra Byrne für Doctor Strange David Crossman & Glyn Dillon für Rogue One: A Star Wars Story Sang-gyeong Jo für Die Taschendiebin Joanna Johnston für BFG – Big Friendly Giant |
| 2018 | Jacqueline Durran                               | Die Schöne und das Biest                                                           | Ruth E. Carter für Black Panther Ellen Mirojnick für Greatest Showman Michael Kaplan für Star Wars: Die letzten Jedi Olivier Bériot für Valerian – Die Stadt der tausend Planeten Lindy Hemming für Wonder Woman |
| 2019 | Michael Wilkinson                               | Aladdin                                                                            | Kym Barrett für Aquaman Leah Butler für Shazam! Judianna Makovsky für Avengers: Endgame Chen Minzheng für Shadow Sandy Powell für Mary Poppins’ Rückkehr |
| 2021 | Bina Daigeler                                   | Mulan                                                                              | Erin Benach für Birds of Prey: The Emancipation of Harley Quinn Michael Kaplan für Star Wars: Der Aufstieg Skywalkers Arianne Phillips für Once Upon a Time in Hollywood Mayes C. Rubeo für Jojo Rabbit Albert Wolsky für Ad Astra – Zu den Sternen |
| 2022 | Jacqueline Durran, David Crossman & Glyn Dillon | The Batman                                                                         | Kym Barrett für Shang-Chi and the Legend of the Ten Rings Jenny Beavan für Cruella Robert Morgan & Jacqueline West für Dune Mayes C. Rubeo für Thor: Love and Thunder Luis Sequeira für Nightmare Alley Sammy Sheldon für Eternals |
| 2024 | Jacqueline Durran                               | Barbie                                                                             | Bob Buck & Deborah Lynn Scott für Avatar: The Way of Water Ruth E. Carter für Black Panther: Wakanda Forever Judianna Makovsky für Guardians of the Galaxy Vol. 3 Joanna Johnston für Indiana Jones und das Rad des Schicksals Ellen Mirojnick für Oppenheimer |
| 2025 | Colleen Atwood                                  | Beetlejuice Beetlejuice                                                            | Graham Churchyard & Mayes C. Rubeo für Deadpool & Wolverine Jacqueline West für Dune: Part Two Alex Fortes & Ruth Myers für Ghostbusters: Frozen Empire Trish Summerville für Die Tribute von Panem – The Ballad of Songbirds and Snakes Lindy Hemming für Wonka |